# Silvia Stroescu

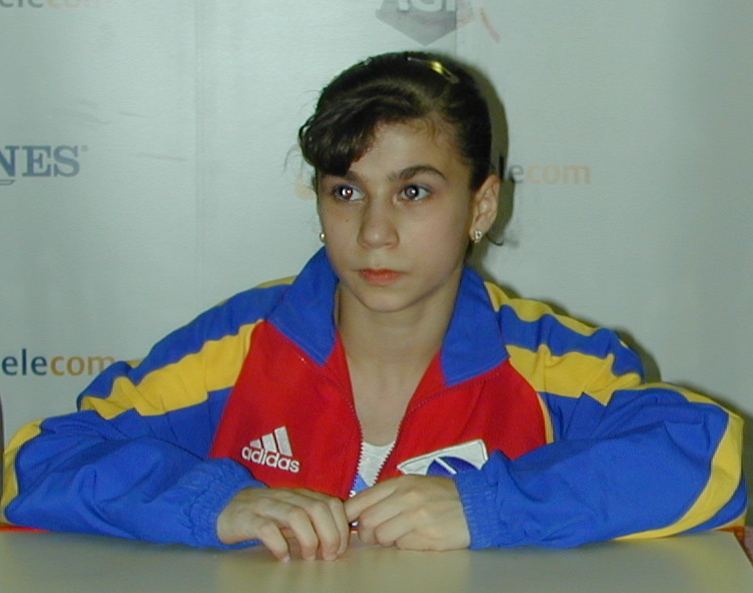
Silvia Stroescu

Silvia Alexandra Stroescu (* 8. Mai 1985 in Bukarest) ist eine ehemalige rumänische Kunstturnerin.
Stroescu turnte bis auf eine einjährige Unterbrechung für Steaua Bukarest. 1999 trat sie für den deutschen Verein TV 08 Baumbach an. 2000 errang sie mit Steaua den Landesmeistertitel im Mannschaftsmehrkampf und wurde zur Vereinssportlerin des Jahres gekürt, nachdem sie in Paris Junioreneuropameisterin am Schwebebalken und am Boden geworden war, sowie Silber im Einzelmehrkampf gewonnen hatte.
Bei den Turn-Weltmeisterschaften 2001 gewann sie mit dem rumänischen Team den Mannschaftsmehrkampf. Außerdem belegte sie Rang 7 am Boden und Rang 11 im Einzelmehrkampf.
Drei Jahre später errang sie bei den Olympischen Sommerspielen 2004 mit dem rumänischen Team erneut Gold im Mannschaftsmehrkampf. Bei den drei Einzelwettbewerben, in denen Stroescu antrat, konnte sie sich nicht für das Finale qualifizieren.
Nach ihr wurde ein gestreckter Vorwärtssalto mit zweieinhalbfacher Drehung benannt. Sie ist 1,56 m groß und ihr Wettkampfgewicht betrug 48 kg.